# Stare de agregare

Stări de agregare

În fizică și chimie se numește stare de agregare o formă a materiei caracterizată prin anumite proprietăți fizice calitative, care se traduc printr-o anumită comportare la scară macroscopică.
Starea de agregare este o stare fizică a materiei și care poate fi gazoasă, lichidă, solidă. Între stările de agregare solidă, lichidă sau gazoasă există și stări intermediare, de exemplu starea mezomorfă (cristale lichide, vapori umezi).

Conform tradiției sunt cunoscute patru stări de agregare, descrise prin proprietățile de „volum” și „formă”:
- în stare solidă materia are volum și formă fixă;
- în stare lichidă are volum fix, dar are forme variabile;
- în stare gazoasă materia ocupă întregul volum disponibil, luând forma corespunzătoare;
- în stare de plasmă, materia nu are nici formă, nici volum propriu, și este ionizată, răspunde la forțe electromagnetice și emite radiații electromagnetice.

Această clasificare este însă incompletă și aproximativă: există stări de agregare cu proprietăți noi sau intermediare, cum sunt stările de cvasicristal, coloid, condensat Bose-Einstein și cristal lichid.
Noțiunea de „stare de agregare” este mai largă dar mai imprecisă decât noțiunea de termodinamică de „fază”. În termodinamică, o fază este o componentă omogenă a unui sistem eterogen care coexistă, în echilibru termodinamic, cu alte faze. De exemplu, un sistem compus din apă și gheață constă din două faze, în două stări de agregare diferite (una lichidă și cealaltă solidă). Un sistem compus din apă și ulei constă și el din două faze, în aceeași stare de agregare (lichidă). Un sistem compus din vin amestecat omogen cu apă are o singură stare de agregare și o singură fază.

## Transformări de stări de agregare

### Topirea și solidificarea
Trecerea unei substanțe din stare solidă în lichidă se numește topire. Solidificarea este fenomenul invers topirii și constă în trecerea unei substanțe din stare lichidă în cea solidă.
În general, topirea are loc prin absorbție de căldură (încălzire), iar solidificarea are loc prin cedare de căldură (răcire).
Legile topirii și solidificării:
1. Temperatura de topire rămâne constantă, dacă presiunea rămâne constantă. La fel și pentru solidificare;
2. Temperatura de topire coincide cu cea de solidificare;
3. În timpul topirii (respectiv a solidificării) volumul substanței se modifica astfel: majoritatea substanțelor își măresc volumul la topire și și-l micșorează la solidificare; excepții: apa, fonta și bismutul se comportă invers.

Alte aspecte legate de starea de agregare:
- Aliajele sunt amestecuri omogene de două sau mai multe metale. Temperatura de topire a aliajului este mai mică decât temperatura de topire a fiecărui component al său.
- Masa unui corp nu se modifică în timpul topirii sau al solidificării

### Vaporizarea și condensarea
Trecerea unei substanțe din stare lichidă în stare de vapori (gazoasă) se numește vaporizare. 
Fierberea este vaporizarea care are loc în toată masa lichidului. Evaporarea este vaporizarea care are loc doar la suprafața lichidului.
Factori ce influențează evaporarea:
- temperatura;
- suprafața de întindere: cu cât este mai mare, evaporarea are loc mai repede.
- agitația aerului din jurul corpului sau substanței (vântul) grăbește evaporarea.
- natura substanței; substanțe ca acetona, eterul, benzina etc. se evaporă foarte repede și se numesc de aceea volatile. Evaporarea se produce cu absorbție de căldură.

Trecerea unei substanțe din stare de vapori în stare lichidă se numește condensare sau lichefiere.
Legile condensării:
1. Condensarea are loc cu degajare de căldură (echilibrul intre evaporare și condensare apare la saturație)
2. Presiunea vaporilor saturați ai unei substanțe depinde doar de temperatură
3. Ca obiectele condensării să aibă elemente comune
4. În elementele supuse condensării să existe elemente contrare

### Sublimarea și desublimarea
Substanțe ca iodul, naftalina, camforul, acidul benzoic și altele au proprietatea de a trece din stare solidă direct în stare de vapori. Se spune că ele sublimează.
Fenomenul invers, de transformare din stare de vapori direct în stare solidă se numește desublimare.

## Formule
1. Călduri: Qced = Qabs; Q= m•c•Dt
2. Capacitate termică masică: {\displaystyle \ c={\frac {Q}{m\ \Delta _{t}}}}
3. Capacitate termică: {\displaystyle \ C={\frac {Q}{\Delta _{t}}}}
4. Caldură latentă, capacitate termică: {\displaystyle \ C_{l}={\frac {Q}{m}}}